# Корисні копалини Малі
Корисні копалини Малі.
Країна багата на боксити. Є поклади золота, алмазів, марганцевих, мідних, уранових і залізних руд (табл.).
Таблиця. — Основні корисні копалини Малі станом на 1998—1999 рр.
| Корисні копалини       | Запаси       | Запаси   | Вміст корисного компоненту в рудах, % | Частка у світі, % |
| Корисні копалини       | Підтверджені | Загальні | Вміст корисного компоненту в рудах, % | Частка у світі, % |
| Боксити, млн т         | 1200         | 2000     | 44 (Al2O3)                            | 4,5               |
| Залізні руди, млн т    | 431          | 815      | 58 (Fe)                               | 0,2               |
| Золото, т              | 400          | 692      | 1 — 3,3 г/т                           | 0,8               |
| Марганцеві руди, млн т | 8            | 10       | 42 (Mn)                               | 0,2               |
| Фосфорити, млн т       | 3            | 7        | 25 (Р2О5)                             | 0,06              |

За підтвердженими запасами бокситів країна займає 3-є місце в Африці (після Ґвінеї і Камеруну, 1999).
Родовища гібситових бокситів латеритного типу розташовані на півд.-заході країни, поблизу з кордоном з Ґвінеєю і Сенегалом. Родовища поверхневі, великі, якість бокситів невисока.